# Misstankeregistret
Misstankeregistret är ett svenskt dataregister som Rikspolisstyrelsen för enligt lag (1998:621) över de som är skäligen misstänkta för brott.